# Atia Balba Caesonia
Atia Balba Caesonia (85 - 43 v.Chr.) was een Romeinse vrouw van patricische afkomst.
Zij was de moeder van keizer Augustus en dochter van Julia Caesaris, de zuster van Gaius Julius Caesar. Haar vader was Marcus Atius Balbus, die in 62 v.Chr. praetor was.
Atia trouwde met de senator Gaius Octavius en ze kregen twee kinderen; Octavia Thurina minor en Gaius Octavius Thurinus, die als Octavianus bekend werd en later als Augustus de eerste keizer van Rome werd. Gaius Octavius stierf in 59 v.Chr. toen hij op weg was naar Rome om zich verkiesbaar te stellen voor het consulaat. In hetzelfde jaar hertrouwde Atia met Lucius Marcius Philippus, op dat moment propraetor van de provincie Syria. Philippus bekleedde in 56 v.Chr. het consulaat. Hij voedde de kinderen van Atia op samen met zijn eigen kinderen uit een eerder huwelijk en arrangeerde het eerste huwelijk van Octavia met de consul Gaius Claudius Marcellus minor.
Volgens de geschiedschrijver Tacitus was Atia een van de vroomste en eerlijkste vrouwen uit de geschiedenis van de Romeinse Republiek en werd ze alom bewonderd. Na de moord op Caesar in 44 v.Chr. was ze zo bezorgd om Octavianus' veiligheid dat ze hem smeekte om af te zien van zijn rechten als erfgenaam. Zij stierf in 43 v.Chr., in het eerste jaar dat haar zoon consul was. Octavianus eerde haar met een publieke begrafenis. Philippus hertrouwde later met een van haar zusters.

## Trivia
In de televisieserie "Rome" wordt Atia neergezet als een manipulatieve op seks en macht beluste vrouw, die een maîtresse was van Marcus Antonius. Gezien het bewijs in de historische bronnen is dit echter pure fictie.